# Bromus turcomanicus
Bromus turcomanicus (лат.) — вид однодольных растений рода Костёр (Bromus) семейства Злаки (Poaceae). Вид впервые описан немецким ботаником Хильдемаром Вольфгангом Шольцем в 1998 году.

## Распространение, описание
Распространён в Туркменистане и на северо-востоке Ирана. Описан из окрестностей Ашхабада (Туркменистан).
Терофит. Однолетнее растение с прямостоячим стеблем длиной 15—25 см. Лист длиной 20—60 см и шириной 1—2 мм; поверхность листьев покрыта волосками, конец шероховатый. Соцветие — метёлка длиной 3—4 см, линейная или продолговатая, несёт 5—7 мелких цветков.